# Zygmunt Korab (pilot)
Zygmunt Korab (ur. 24 maja 1926 w Mikołajowie, zm. 10 marca 1991 w Warszawie) – major pilot Wojska Polskiego, polski pilot doświadczalny i komunikacyjny.

## Życiorys
Syn Zygmunta i Teofili z domu Lesyk. Ukończył szkołę powszechną w Dębicy. Podczas II wojny światowej został wywieziony z rodzicami na roboty przymusowe do Hildenburga w Saksonii, gdzie pracował w mleczarni. Tam zainteresował się lotnictwem, był naocznym świadkiem alianckich nalotów dywanowych na niemieckie miasta. Po zakończeniu działań wojennych powrócił do Polski i zamieszkał w Dębicy. W 1947 roku zdał egzamin maturalny w tamtejszym liceum i został powołany do odbycia służby w Wojsku Polskim. Jako jeden z nielicznych poborowych z wykształceniem średnim został pułkowym pisarzem. Został przeniesiony do Technicznej Szkoły Wojsk Lotniczych, a następnie do Dowództwa Wojsk Lotniczych. W 1948 roku uzyskał, na własną prośbę, przeniesienie do Oficerskiej Szkoły Lotniczej w Dęblinie. W trakcie nauki w OSL został wysłany na przeszkolenie na samolotach bojowych Jak-9. W sierpniu 1950 roku ukończył OSL jako prymus i został przydzielony do 1. Pułku Lotnictwa Myśliwskiego „Warszawa”.
W trakcie służby został wyznaczony na stanowisko dowódcy klucza myśliwskiego, a następnie eskadry. W 1951 roku znalazł się w pierwszej grupie polskich pilotów przeszkolonych w lotach na samolotach odrzutowych. Wykazywał się wysokimi kwalifikacjami zawodowymi, latał na samolotach Jak-17, Jak-23 i MiG-15. Od 1952 roku pełnił funkcję pomocnika dowódcy pułku ds. szkolenia i instruktora przeszkalającego pilotów na myśliwce MiG-15.
W styczniu 1954 roku został przeniesiony do Instytutu Technicznego Wojsk Lotniczych (ITWL), a w lipcu do WSK Mielec na stanowisko pilota doświadczalnego odpowiedzialnego za obloty samolotów Lim. W 1956 roku objął stanowisko szefa personelu latającego wytwórni. W czasie pracy wojskowego pilota doświadczalnego zajmował się oblatywaniem samolotów odrzutowych produkowanych i remontowanych w mieleckiej wytwórni. Poza lotami na odrzutowcach znajdował również czas na oblot prototypowych polskich konstrukcji, w 1957 roku brał udział w oblocie PZL S-4 Kania. W 1958 roku wykonywał loty doświadczalne na samolocie PZL M-2. W charakterze pilota doświadczalnego pracował do 1964 roku, kiedy to popadł w konflikt z dyrekcją zakładów w Mielcu. Spór był wynikiem jego bezpośredniego zwrócenia się, z pominięciem mieleckiej dyrekcji, do ministra finansów o wyrównanie zarobków pilotów doświadczalnych oblatujących samoloty tłokowe z pilotami oblatującymi samoloty odrzutowe.
W czasie pracy na stanowisku pilota doświadczalnego przeżył wiele niebezpiecznych sytuacji. Żadna z nich nie zakończyła się katastrofą, co potwierdza jego wysokie lotnicze kwalifikacje. W 1959 roku, podczas lotu na samolocie Lim-5, stracił orientację w terenie i lądował przymusowo na łące. Po uzupełnieniu paliwa zdołał bezpiecznie wystartować i powrócić na mieleckie lotnisko. Przeprowadzał próby uruchamiania silnika w locie, które dwukrotnie zakończyły się lądowaniem z niepracującym silnikiem. Na samolocie Lim-6 wykonywał próby startów i lądowań na nawierzchniach gruntowych.
Po odejściu z WSK Mielec powrócił do służby w jednostkach lotniczych Wojska Polskiego, gdzie m.in. pełnił funkcję kierownika lotów. W 1964 roku, na własną prośbę odszedł ze służby w Wojsku Polskim w stopniu majora i zatrudnił się w PLL LOT. Przeszedł przeszkolenie na samolotach Ił-14, następnie latał również na samolotach An-24 i Ił-18. W ostatnich latach pracy w PLL LOT przeszedł przeszkolenie na samolotach Ił-62, na których latał jako kapitan. W 1982 roku, z powodów zdrowotnych, przeszedł na emeryturę.
W trakcie swej lotniczej kariery wylatał 11 350 godzin na 31 typach samolotów, jako pilot PLL LOT przeleciał ponad 1 500 000 km. Podczas pracy na stanowisku pilota doświadczalnego oblatał 1500 samolotów o napędzie odrzutowym: Lim-1, Lim-2, Lim-5, Lim-6 oraz Lim-6bis. Zmarł 10 marca 1991 roku i został pochowany na cmentarzu Powązkowskim w Warszawie (kwatera 49-6-22).